# Tour-en-Bessin
Tour-en-Bessin – miejscowość i gmina we Francji, w regionie Normandia, w departamencie Calvados.
Według danych na rok 1990 gminę zamieszkiwały 512 osoby, a gęstość zaludnienia wynosiła 50 osób/km² (wśród 1815 gmin Dolnej Normandii Tour-en-Bessin plasuje się na 433 miejscu pod względem liczby ludności, natomiast pod względem powierzchni na miejscu 490).